# チェーザレ・ロンブローゾ

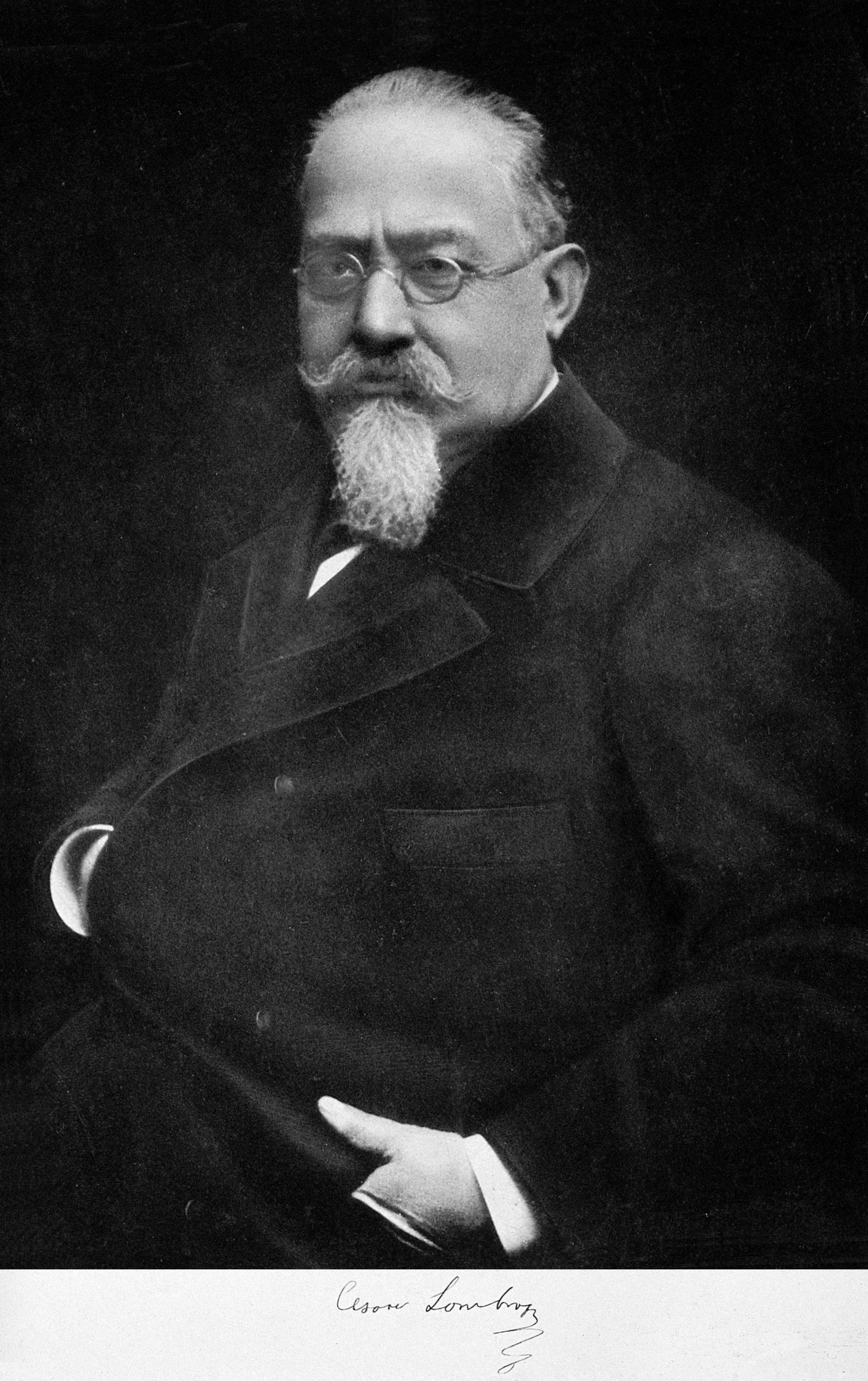
チェーザレ・ロンブローゾ

チェーザレ・ロンブローゾ（Cesare Lombroso、1835年11月6日 - 1909年10月19日）は、イタリアの精神科医で、犯罪生物学の祖型となった犯罪人類学を生み出した。ノーベル生理学・医学賞を受賞したカミッロ・ゴルジの指導教官でもある。隔世遺伝により先祖返りした犯罪を犯しやすい人類の一変種が存在し、身体形質（外見）によって判別可能だとする生来性犯罪者説を唱え、当時大きな影響力をもったが、現在では否定されている。「犯罪学の父」とも呼ばれることもあるが、「科学としての犯罪学はロンブローゾに始まる」というのは通説にすぎず、「犯罪学における神話」であると指摘されている。

## 生涯
1835年11月6日、北イタリアのヴェローナで、ユダヤ人の家庭に生誕。幼少時より天才と名高く、2歳でギリシア語、ラテン語で会話し、14歳で『ローマの盛衰』を著した。18歳で医学を志し、パドヴァ大学、ウィーン大学、パリ大学で医学を学んだ。1859年、軍医としてイタリア統一戦争に従軍。1863年から1872年までの間に、パヴィア、ペーザロ、レッジョ・エミリアの精神病院の院長を歴任した。パヴィア大学教授となり、1876年トリノ大学の法医学および衛生学教授となり、トリノ監獄で囚人の研究を始めた。1906年同大の犯罪人類学の教授に就任した。
1870年4月10日にニナ・デ・ベネデッティ（Nina De Benedetti）と結婚し、彼女との間にジーナを含む5人の子を儲けた。
研究領域は、内分泌異常、ビタミン欠乏症の研究、天才と狂気の関係を研究する病跡学（パトグラフィー）と幅広く、筆跡学、催眠・心霊現象の研究もある。キャリアの初期には忠実な唯物論者だったが、晩年には心霊主義に興味を持ち、心霊現象を事実と認めるようになった。
1909年10月19日、トリノで死去。ジーナは父親の死後、彼の晩年の著述を編集して出版した。

## 生来性犯罪者説

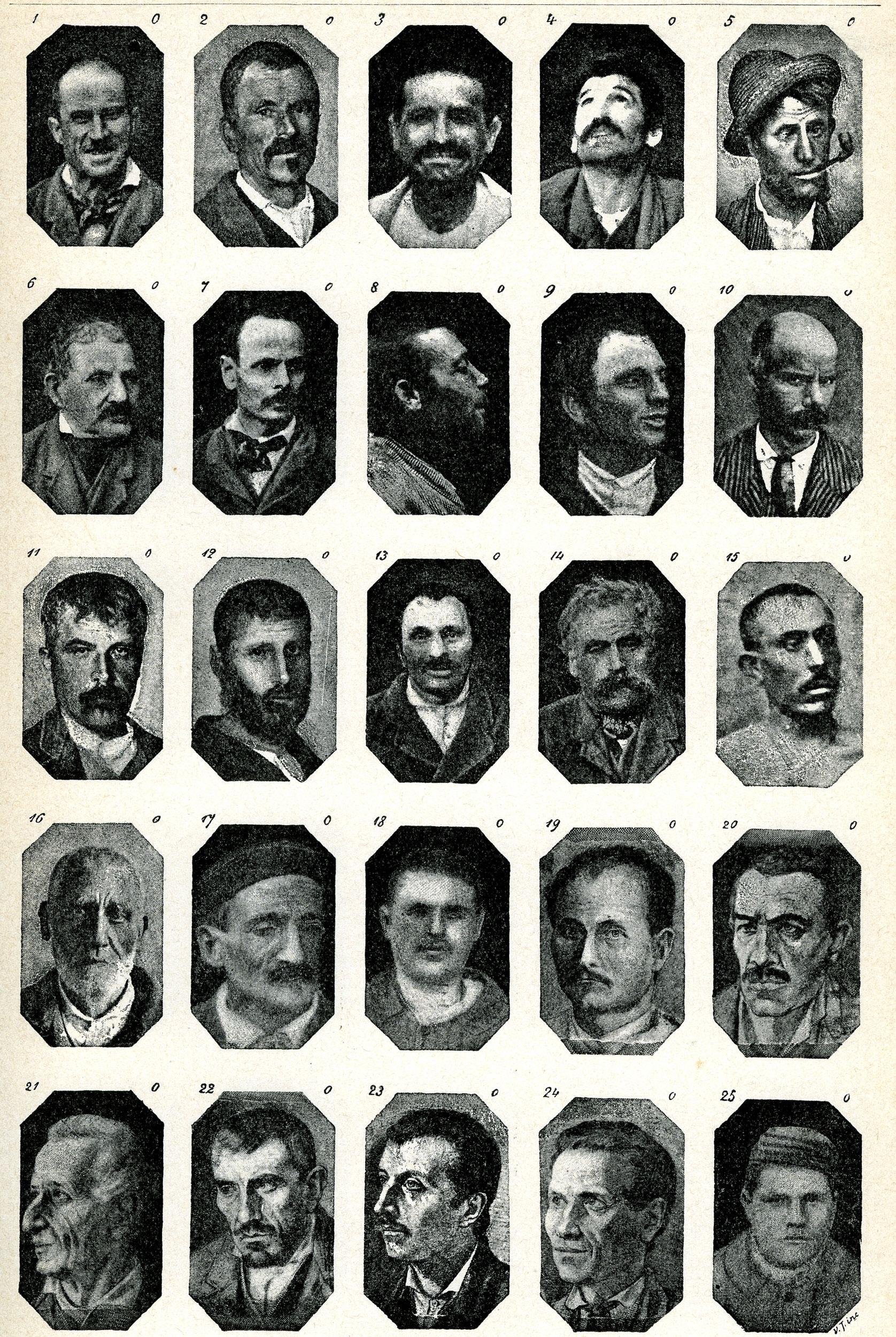
『犯罪人』より

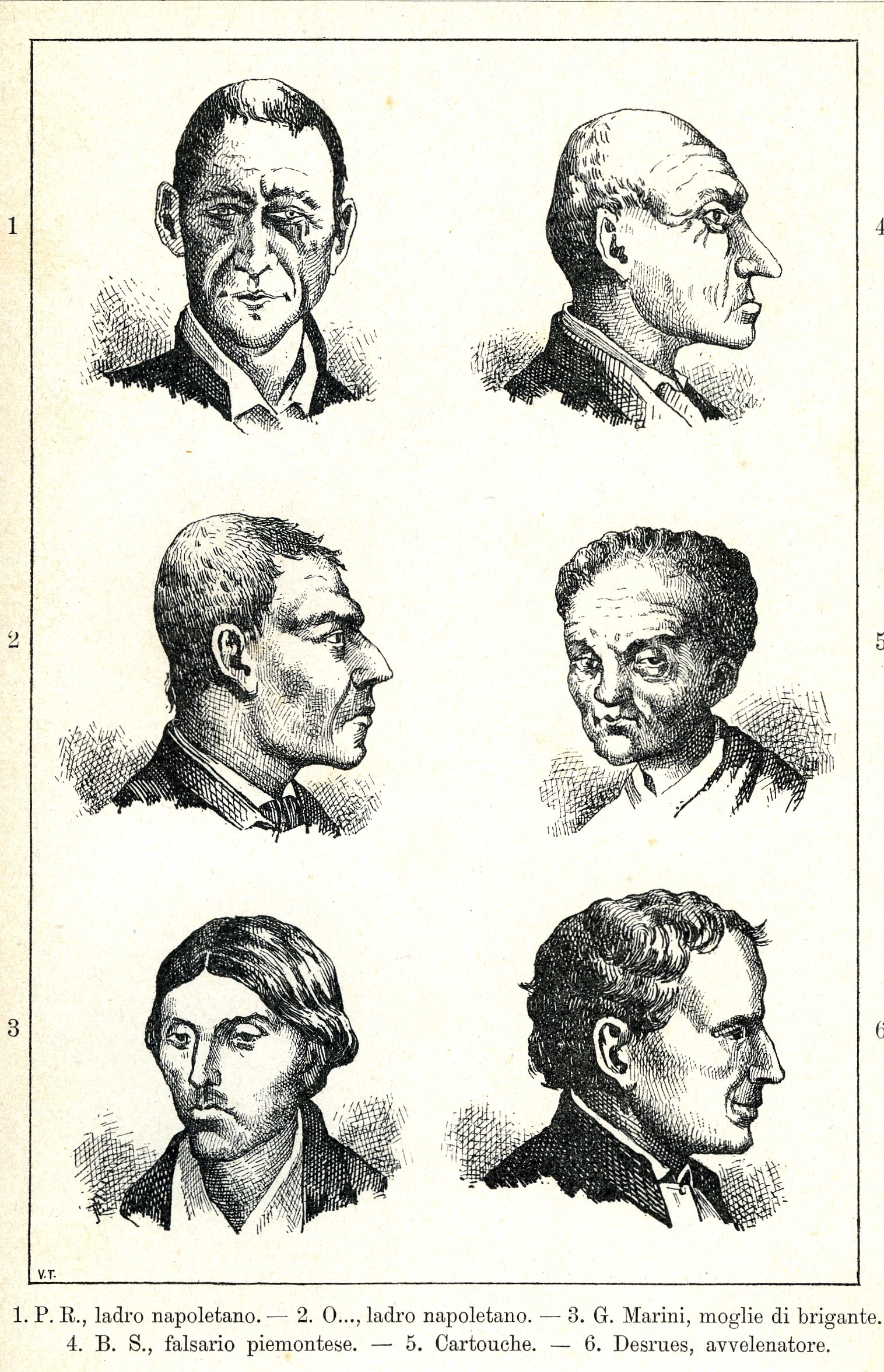
『犯罪人』より

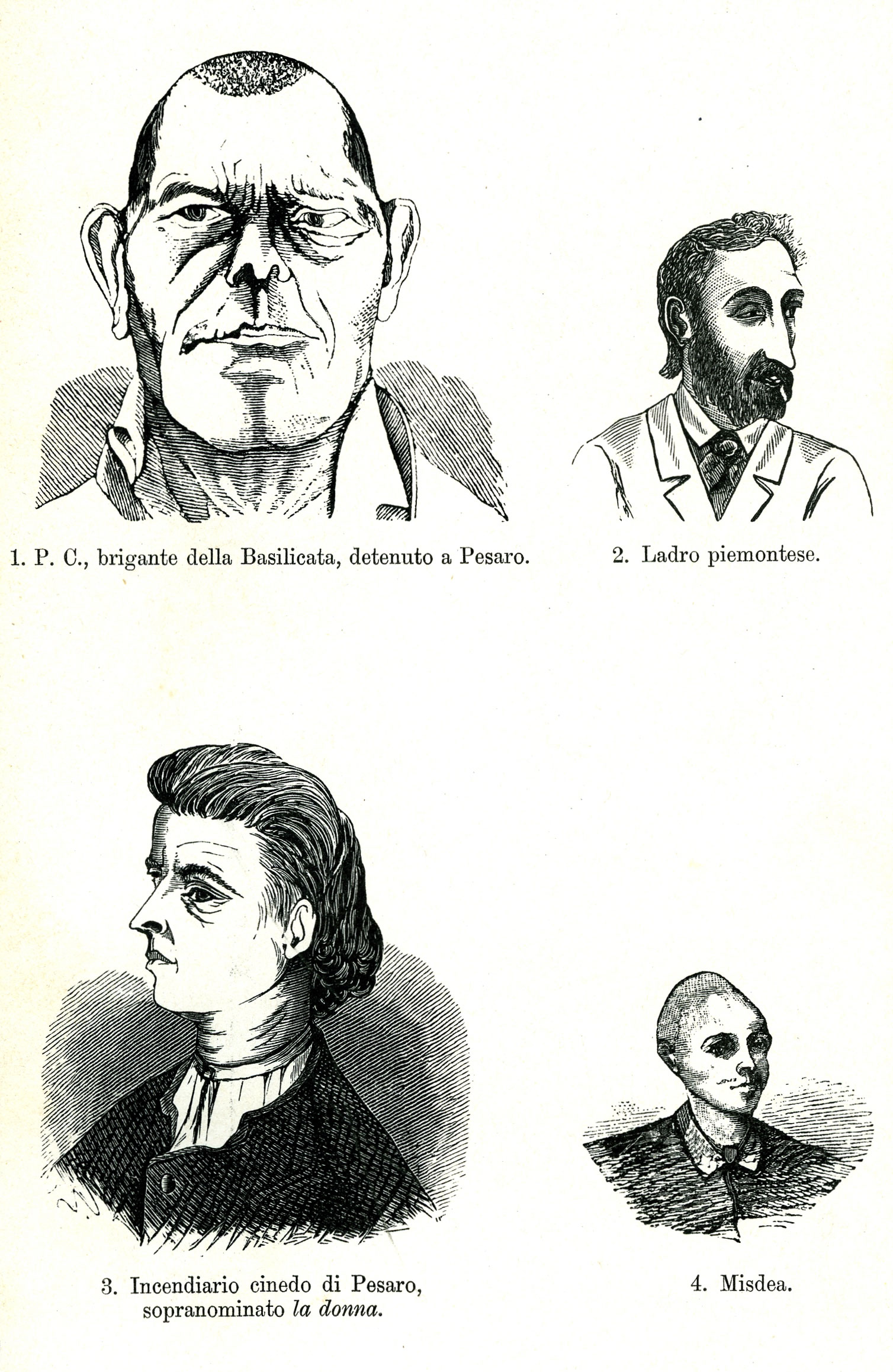
『犯罪人』より

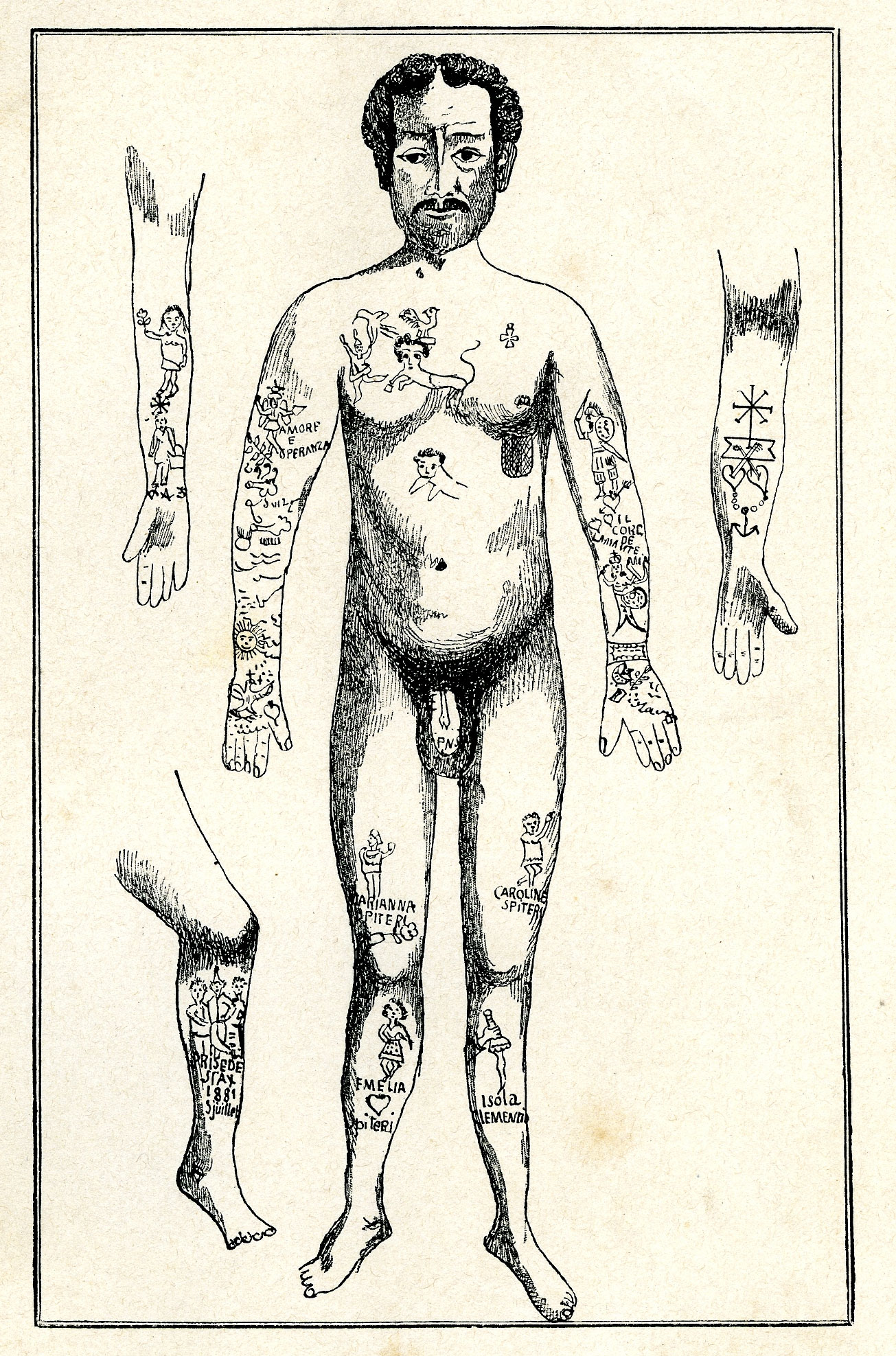
『犯罪人』より、刺青

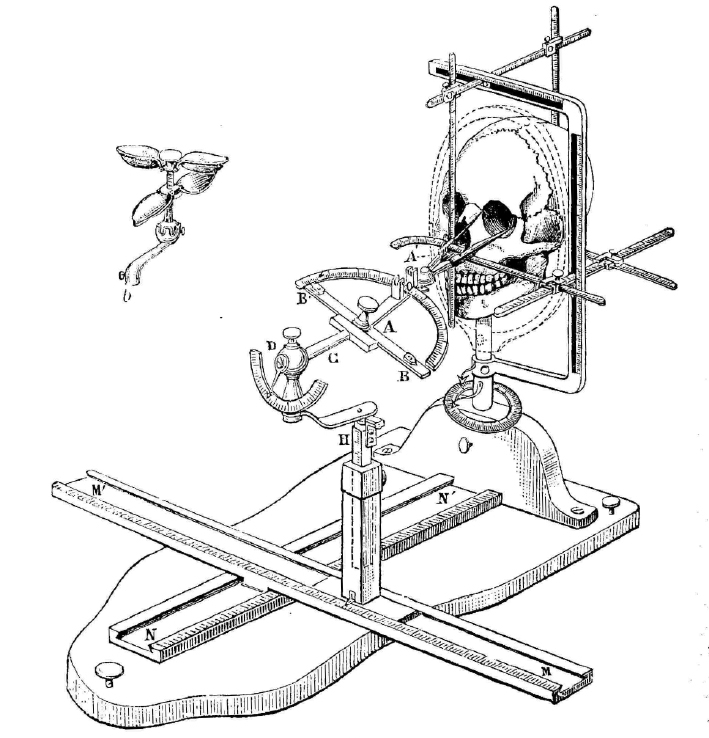
『犯罪人』より

ロンブローゾが行った研究のうち最も有名なのは、1876年に上梓された『犯罪人（L'uomo delinquente、ホモ・デリンクエンス）』である。全3巻、約1,900ページにも及ぶこの大著において、彼は犯罪に及ぼす遺伝的要素の影響を指摘した。これは精神医学の概念であったベネディクト・モレルの「変質」（堕落、退化）概念を犯罪研究に導入したものと言え、フランツ・ヨーゼフ・ガルの骨相学を直接的に継承しており、アンドレ・ミシェル・ゲリー、アドルフ・ケトレーの犯罪統計学、チャールズ・ダーウィンの進化論の強い影響を受けていた。
ロンブローゾはかねてより「天賦の才能」についての研究を行い、『天才と狂気（Genio e follia、1864年）』などの著作を世に問うていた。ブリガンテ（「山賊」「匪賊」と和訳される）のヴィレラの検視を行った際に、頭蓋骨にある特徴が下等な脊椎動物のそれに類似していることを「発見」し、「突然、燃えさかる空の下に照らし出された大地のように、犯罪者の性質の問題」の解決が閃き、「彼らが原始的な人類や下等な動物の残忍な本性をその身体の内に再生させた隔世遺伝（atavism）の産物である」という発想を得た。ロンブローゾはこの考えを「単なる考えではなく啓示である」であると称している。
骨相学、観相学、人類学、遺伝学、統計学、社会学などの手法を動員し、退化の隔世遺伝を表す身体的特徴（烙印）の目録を作り、人間の身体的・精神的特徴と犯罪との相関性を検証した。彼は処刑された囚人の遺体を解剖、頭蓋骨の大きさや形状を丹念に観察した。解剖された頭蓋骨は383個にのぼり、5907人の体格を調査した。こうした多大な労力を費やした末に、彼は「犯罪者には一定の身体的・精神的特徴（Stigmata）が認められる」との結果に至った。
ロンブローゾは犯罪者の身体的特徴として、次のような18項目を挙げている。
- 小さな脳
- 厚い頭蓋骨
- 大きな顎、顎の前方への突出
- 低い額
- 高い頬骨
- 平らな鼻、または上向きの鼻
- 取っ手のような形をした耳
- 鷹のような鼻
- 肉付きのよい唇
- 異常な歯並び
- 厳しい目つき、泳ぐ目線
- 毛深さ
- ひげが少ない、またはない
- 下肢に比べて腕が長い[13][7]

また精神的特徴として道徳観念の欠如、残忍性、衝動性、怠惰、低い知能、痛覚の鈍麻、（ホモ・デリンクエンス特有の心理の表象としての）刺青、強い自己顕示欲等を列挙した。先史時代の人、未開人、動物との比較から、これらの特徴は人類よりもむしろ類人猿において多くみられるものであり、人類学的にみれば、原始人の遺伝的特徴が隔世遺伝によって再現した原始的（先祖返り）又は退行的な起源を持つ複数の身体的異常の発現であり、犯罪者はこうした退行的隔世遺伝が生じた、人類の下等な段階の甦り、人類の一変種「ホモ・デリンクエンス（犯罪人）」という説を立てた。精神医学的見地からは悖徳狂と、病理学的見地からはてんかん症と診断される。そしてこれらの特徴をもって生まれた者は、文明社会の道徳心や責任感を持ち合わせておらず、文明社会に適応することができず犯罪に手を染めやすい、即ち犯罪者となることを先天的に宿命付けられた存在であると結論付けた。犯罪者の約3分の1はホモ・デリンクエンスであって、生来の素質のために必然的に犯罪者になるのだから、道義的な非難という意味での処罰は間違っており、犯罪の責任を負わせるわけにはいかないが、彼らは危険な存在であるのだから、国家が対策を講じねばならないと主張した。ロンブローゾは犯罪者の人道的処遇を提唱し、犯罪者自身と社会を守るために、ホモ・デリンクエンスを社会から排除することを主張し、ホモ・デリンクエンスでない犯罪者については更生できると考え死刑に反対した。ホモ・デリンクエンスの犯罪者の死刑は肯定している。
ロンブローゾは、文明の中心たるヨーロッパ内部に、「動物や『未開人』のように貧しく不潔な生活を送る都市の貧民や犯罪者、辺鄙な田舎で先史時代の穴居人のように暮らす貧農や、獣のような性欲を持つ性的倒錯者等『野蛮人』や『原住民』に相当する変質・退化した者」、犯罪者予備群が存在するとして問題視し、国民として彼らをどうにか近代国家に統合しなければならないと考え、罪を犯すことが宿命付けられている人々を、外見的特徴から犯行前に識別して隔離できるようにすることが、犯罪人類学の使命であるとみなした。イタリアが近代国家として統一したのは1861年とヨーロッパの中で遅く、南北に長く地域の多様性に富むイタリア半島を国としてまとめることは難航していた。和光大学の宮崎かすみは「ロンブローゾはイタリアの政治的後進性という問題を克服するために、進化論的生物学と形質人類学を動員した」と述べている。
ロンブローゾの生得的な犯罪性の理論、犯罪人類学は、退化・変質が外から識別可能なものと考えた点で人類学の系譜に属しており、「生来性犯罪者説」と呼ばれている。しかし、1906年の最後の著書『犯罪、原因と治療』では、大幅に犯罪の環境要因を書き加えており、主張にかなり変化が見られる。
犯罪者だけでなく娼婦や同性愛者も、隔世遺伝によって当代のヨーロッパ人よりも何世代も前の未開・野蛮な状態に先祖返りしており、そのため売春や同性愛といった行動に走るのだと説明した。
犯罪人類学では、人間の行為は「脳という生理学的な要素によって決定される傾向がある」として、「精神は脳という物質の作用」であると考える。哲学者の中山元は、「これは精神が『物』とみなされるということである」と述べている。

### 女性犯罪月経要因説

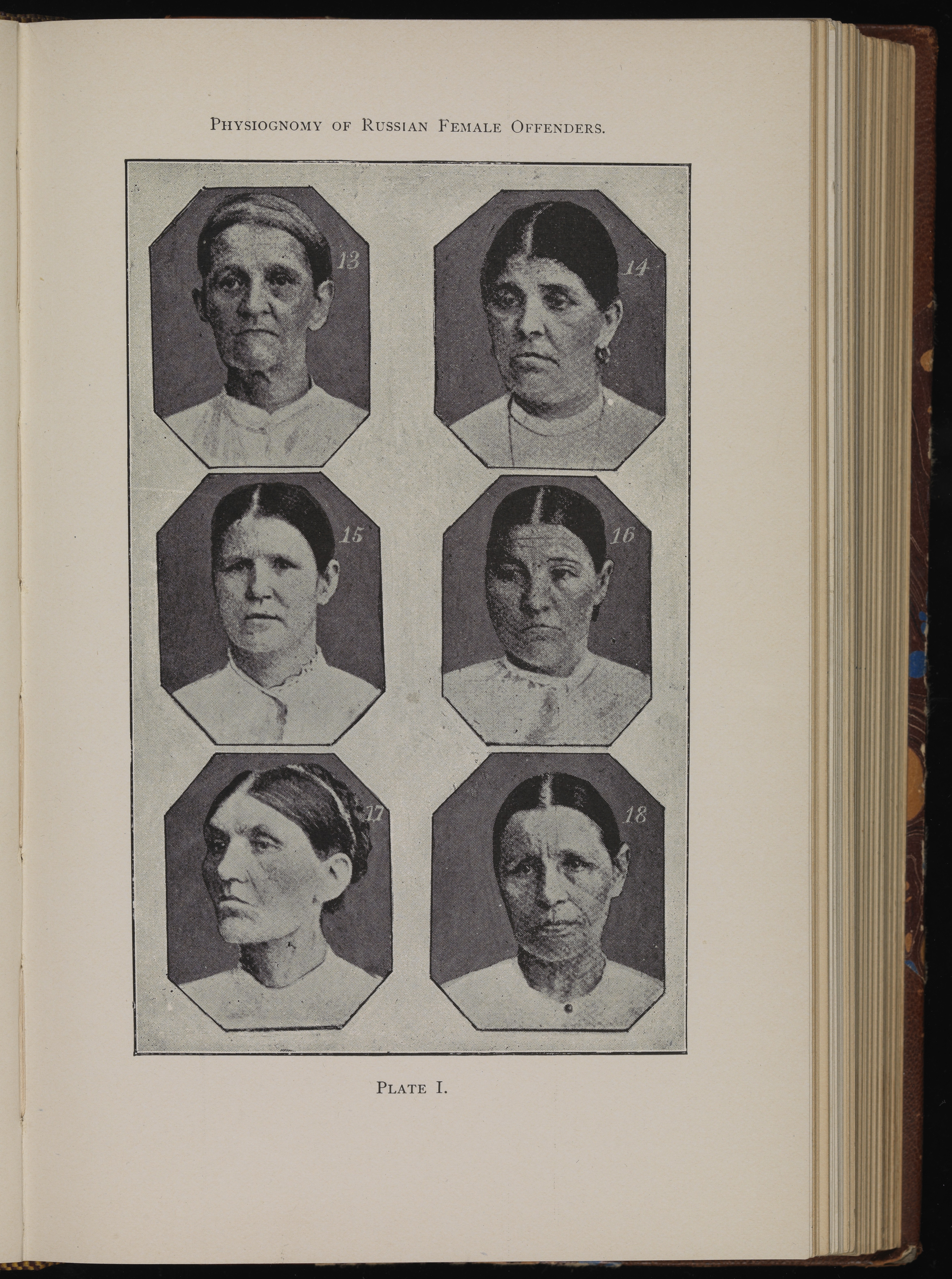
『女性犯罪者、売春婦、正常な女性』より

ヨーロッパの19世紀末の医師たちは、「女性の本性」のモデルを母性のイメージに合わせて構築し、「生殖のためにだけ生きる」女性の本能、すなわち母性本能に罪を犯すことは含まれず、「子宮に支配されている」女性は必然的に「虚弱」であるため、女性が男性と同等の犯罪を行うことは、狂気にとらわれでもしない限りできないと考えられていた。19世紀後半、多くの女性犯罪者は精神障害者とみなされ、監獄ではなく精神病院に送られた。
ロンブローゾの女性犯罪に関する研究は、女性の頭蓋骨の計測と写真から始まり、先天的な退化の兆候を探ったが、女性の犯罪者はまれであり、退化の兆候はほとんど見られないと結論づけた。彼は、真に女性的な罪、唯一言及に値する罪は売春罪であるとを固く信じており、娘の夫グッリエルモ・フェッレーロとの共著『女性犯罪者、売春婦、正常な女性』（1893年）では、ほぼ全面的に売春について取り上げている。
女性は生まれつき受動的で、犯罪者になるための知性や自発性を欠き、それが法を犯すことを妨げているのだと主張した。本書では、女性は生来嫉妬深く、残虐（特に同性や弱者相手の場合拍車がかかる）、冷酷、短気、不道徳、不誠実、復讐心や虚栄心が強く、こうした性質は通常、母性、低い知性、弱さ等によって「中和」されているが、もし「中和」されず犯罪者となれば、女性犯罪者は男性犯罪者とは比較にならないほど悪魔的な犯罪を犯すと主張した。女性が嘘をつくのは生理的な現象であり、月経時は特にそれが顕著であると説いた。当時現行犯逮捕された女性の「80人中71人」が月経中であった等と述べ、女性の犯罪と月経を「実証的」に結び付けた。こうした考えは、白人男性が最も進化した存在で非白人女性が最も下等な存在であるとしたチャールズ・ダーウィンの影響下にあり、当時のダーウィニズムの科学者たちは、女性は月経があるため男性より動物に近いと考えていた。

## 天才論
ロンブローゾは『天才論（L'uomo di Genio、天才と狂気）』（1888年）において、芸術的天才とは遺伝性の狂気の一形態であると主張した。カエサルやムハンマド、ナポレオンなど非常に多くの古今の偉人・天才達が挙げられ、彼らの人生や能力と、主に遺伝によって受け継がれた神経や精神の病気（てんかん等）との関連性を説いた。天才論と生来性犯罪者説により、天才と狂気と犯罪は、生まれつきの、遺伝的な資質の顕現のバリエーションとして、一体的に説明される。
西洋近代のロマンティシズムが成り立たせてきた「天才と狂人は紙一重」、「天才狂人説」は、ロンブローゾの『天才論』等で「アイロニカルでありながら『医学・科学性』を帯びた天才観」として提示され、広く大衆に普及し、精神医学と天才というテーマについて続く人々に影響を与えた。特にドイツの精神科医で精神病患者による絵や彫刻作品を研究したハンス・プリンツホルンに影響を与え、当時の前衛芸術家達（アール・ブリュット宣言をしたジャン・デュビュッフェ等）は、彼の『精神病者の芸術性』（1922年）に多大な衝撃を受けたとされる。

## 評価
生来性犯罪者説は、顔面の非対称な犯罪者とヒラメとの類似性を指摘したりするロンブローゾの理論には、発表当初から批判の声が多かった。
生来性犯罪者説（生物学的決定論）を唱えるロンブローゾ、エンリコ・フェリ、ラファエレ・ガロファロを中心に、刑法学における「イタリア犯罪学派」（犯罪生物学、犯罪人類学）が生まれ、これに対し環境因子を重視した ガブリエル・タルドやアレクサンドル・ラカサーニュらの「フランス環境学派」があり、どちらも犯罪の原因を決定論的に考えて犯罪者個人の異質性に注目し、犯罪を犯罪者の自由意志による行いとする（非決定論）古典派犯罪学を批判しながらも、両派は19世紀末からロンブローゾが作った国際犯罪人類学会を舞台に、激しい論争を行った。ロンブローゾの主張は多くの批判を受けたが、結果的に犯罪の生物学的な原因に注目を集め、研究を活性化することになった。
また、イタリア犯罪学派はイタリアのファシズムの支持者ともなっていった。
ロンブローゾの死後 1913年、チャールズ・ゴーリングが『イギリスの受刑者―統計的研究（The English Convict, A Statistical Study）』において、「精密な測定を行った結果、犯罪者とそうでない者との間には有意な差は認められなかった」と発表するなど批判的意見が続出し、生来性犯罪者説は次第に退潮。現在この理論は「科学的根拠がない、人種差別的な妄言」、疑似科学として退けられている。
法学者の寺中誠は、ロンブローゾの研究は現在は一部の例外的な説を除いて（少なくとも公式には）否定され継承されておらず、彼の研究手法は主に骨相学・身体測定で、実証主義犯罪学のはじまりとしては、犯罪統計学のゲリー、ケトレーという先行者がおり、近代犯罪学の源流と呼ばれる研究は19世紀前半から始まったという指摘が多くあると述べ、犯罪学の始まりと言えるか疑問視している。一方、主に哲学的な見地から考察されてきた従来の刑法学に、目に見えるかたちでデータを集めて客観的な方法で調べるという実証主義的な手法を導入する大変革をもたらしたとして、その点をロンブローゾの業績として高く評価する向きもある。

## 影響
彼の生来性犯罪者説と女性犯罪月経要因説の書籍は、日本を含む諸外国に広く紹介された。生来性犯罪者説はムーブメントとなり、各地で論争を巻き起こした。この争いの過程で、双生児や養子、染色体に関する調査を通して、犯罪に及ぼす遺伝と環境の相対的影響力の強弱を測る試みが数多くなされた。
刑法のパラダイムシフトの時期であったヴァイマール期のドイツでは、刑法学者らの反発を受けたが、精神科医のエミール・クレペリンやグスタフ・アシャッフェンブルクらの関心を引き、クレペリンが「内因的な道徳的欠陥の発露としての犯罪」説を、アシャッフェンブルクが「環境的要因と個人の抵抗力の結果としての犯罪」説を説いたことで、生来性犯罪者説自体は否定されながらも、「生物学的要因と環境的要因の相互作用の産物としての犯罪」という穏当な見解となり「犯罪の生物学的要因」という考えが犯罪学に取り入れられた。
生来性犯罪者説は、ロンブローゾは上述のフェリやガロファロのほか、作家・医師でユダヤ人のマックス・ノルダウの思想に影響を及ぼし、彼は生来性犯罪者説を近代美術の批評に取り入れ、医学書『退廃論（堕落論、退化論）』で退廃芸術排除論を主張した。当時の一般的な考えは、天才に病的なところがあったとしても作品の重要性は脅かされないというものだったが、これに異を唱え、天才と心身の健康は不可分であるとし、「世紀末」芸術がいかに病的であるかを「科学的」「医学的」に証明しようと試み、「健康な」芸術家を「病んだ」芸術家から分離すべきと主張し、「世紀末」芸術家たちを退廃者、反社会的な存在として糾弾した。ノルダウのこの著作は大きな議論を巻き起こし、19世紀末-20世紀初頭のヨーロッパ中に広がり、ナチスは現代芸術やユダヤ文化を堕落した文化、退廃芸術と決めつけ排除した。
ロンブローゾの「生来性犯罪者」とモレルの「変質」という考えは、危険性を生まれつき刻印された特殊なタイプの人間、排除することが正しい「危険な人間」という表像のプロトタイプとなり、民族や国家を守るためとして行われた多くの政策や立法に影響を与えた。19世紀末に広まった優生学、そこからの逸脱ともいえるナチス・ドイツの政策もまた、全体の利益のために生物学的弱者を切り捨てるという意味で、この系譜にある。
フィクションの世界においてもロンブローゾの影響は大きく、歴史学者・精神分析家のダニエル・ピックは、ロンブローゾが「19世紀末の文学研究において、不思議な脚注として機能している」と論じている。エミール・ゾラの『獣人』の登場人物ジャックは、下顎が前に突き出ていると描写され、物語の終盤、彼が強い殺意に駆られる場面で強調されている。
コナン・ドイルの「シャーロック・ホームズ」シリーズはロンブローゾに由来する変質論および「生来性犯罪者」説の影響を受けており、作中で犯人は外から識別可能な犯罪者の特徴を持ち、しばしば異様・特徴的な容貌・体躯であり、ホームズは観察し得意の演繹的推理力で犯人を特定する。変質論においては、天才も犯罪者も標準からの変異、逸脱であり、ホームズや悪の天才モリアーティ教授の人物像はロンブローゾの天才論に依拠していると考えられる。
ブラム・ストーカーの代表作『吸血鬼ドラキュラ』では、主人公らがドラキュラ伯爵の異常性格を指摘する際にロンブローゾの名前が引き合いに出されており、ドラキュラ伯爵はロンブローゾが言う犯罪者の特徴を備えた外見をしていると描写されている。

### 日本
明治以降、ロンブローゾの研究は、教育、精神医学などのアカデミックな領域、文学、芸術論等、広く継続的に受容され、こうした紋切り型で「科学」的な人間分析は大衆の興味をかきたて、無意識的に人々に影響を与えてきた。夏目漱石が死去した際には、検死を行った医学博士の長与又郎が講演でロンブローゾの『天才論』を引き合いに出して漱石の脳を批評し、『東京朝日新聞』がこの講演の記事を「解剖から見た漱石氏　▽天才に能くある　▽追跡狂的の症状　長与博士講演」と題して掲載し、世間の注目を集めた。美術史学者の岡田温司は、ロンブローゾの説を下敷きとした「漱石の『天才＝狂気』神話は、解剖学を後ろ盾として学術的なレベルから一般大衆のレベルまで、広く流布していった」と述べ、芥川龍之介ら後進の小説家たちが抱く芸術家像に与えた影響を指摘している。
日本でロンブローゾの女性論は明治期に導入され、彼が「月経が精神に与える影響」について説いた部分は、女学校等で性別役割分業を教える際に利用された。
大正時代、1920年代になると、大正デモクラシーや猟奇犯罪の多発を背景に、犯罪学者たちが活躍するようになり、犯罪実話や犯罪学の専門雑誌が出版され一般に人気を博した。ロンブローゾの著作も翻訳・紹介されるようになり、1914年に辻潤が邦訳した『天才論』は話題を呼んだ。欧米で犯罪学の最先端を見聞きしてきた医者で推理小説作家の小酒井不木も、犯罪者の人相に関するロンブローゾの学説を著書で紹介している。小酒井は多くの犯罪学エッセイを著し、その中で、女性の犯罪を月経とヒステリーに結びつけて繰り返し論じた。女性は犯罪を犯しやすく、その要因は月経であるという説が日本にも広まり、第二次大戦後の刑事・司法の場でも影響が根強く残り、事件当時月経中だった関係者を逮捕する冤罪事件も起きた。
また、大正時代の犯罪学者たちはロンブローゾの主張を多用して「女は嘘つき」説を繰り返し、特に「女は強姦されてもいないのに、されたと嘘をつく」という主張を強調した。歴史社会学者の田中ひかるは、「『女は嘘つき』説は、性別役割分業が徹底された近代国家形成期に、女性特有の生理現象である月経と関連づけて語られ、長い間、（女性への）性犯罪を隠蔽するために都合よく使われてきた。」と述べている。なお、月経と嘘に因果関係があるという科学的根拠は存在しない。
文学においては、小栗虫太郎の『黒死館殺人事件』や夢野久作の『ドグラ・マグラ』といった衒学趣味的小説にもロンブローゾの影響を見て取ることができる。

## その他の研究
- 1872年、北イタリアで流行していた皮膚病・ペラグラについて研究。農民階級の主食であったトウモロコシとの関連性を発見した。この時彼は、古くなったトウモロコシの変質による中毒であるとの説を発表したが、実際は食事の偏りによるナイアシン不足を主因とする疾患であった。
- ロンブローゾは人生の後半に霊媒について調べ始め、心霊研究家（心霊主義）としての顔も持っていた。霊魂の存在を信じ、当時の著名な物理霊媒で詐欺師・偽物という評判のあったエウサピア・パラディーノ（英語版）について、本物であると判断し、『英国医学雑誌』の論文でロンブローゾが騙されたことは驚きをもって見られた[30]。
- 1902年、人が嘘をつくと血圧や脈拍が変化することを発見。その原理を応用したプレチスモグラフ（ポリグラフの原型）を犯罪捜査に使用した。

## ロンブローゾ学説と南イタリア
19世紀にイタリア統一運動が勃興したが、南イタリアを統治する両シチリア王国（シチリア・ブルボン朝）のフランチェスコ2世やローマ教皇ピウス9世はそれに否定的な態度だった。ジュゼッペ・ガリバルディによって両シチリア王国が征服されイタリア王国が成立すると、統治するブルボン朝への崇敬の念が強く、また熱心なキリスト教信者が多い南イタリアでは、それに抵抗するデモや反乱・ブリガンテ（「山賊」「匪賊」と和訳される）の活動が活発化した。元々北イタリア人は南イタリア人を蔑視していたが、それらによって「野蛮な南部」という差別感情がさらに増幅された。統一政府はそれらを一律に「山賊」と呼んで弾圧した（→イタリア統一運動#南部問題の発生を参照）。南イタリアは経済発展が立ち遅れていたが、統一が達成されても北部に対する経済格差は解消されなかった（いわゆる南部問題）。イタリア王国宰相のカミッロ・カヴールは南イタリアを「イタリアで最も腐敗した地域」と呼んだ。
ロンブローゾは、南イタリア人は「生来性犯罪者」が多いと論じ、南部差別に論理的根拠を与えた。ロンブローゾはイタリア北部住民と南部住民では「人種」に違いがあり、「金髪」の人物が多い北部では犯罪発生率が少なく、「金髪」の人物が少ない南部では犯罪発生率が多いと論じた。
ロンブローゾに師事したエンリコ・フェリはロンブローゾ学説を発展させ「生まれながらの犯罪者」という概念を強調した。フェリは、北部住民はゲルマン人・スラブ人・ケルト人の血を引き、南部住民はアラブ人・フェニキア人・ギリシャ人の血を引いているが、南部住民はアフリカやオリエントの血統を引いているがゆえに犯罪率が高く、犯罪者が多いと論じた。ロンブローゾ学説の流れを汲むアルフレード・ニチェーフォロは、南部住民は罪を犯しやすい精神的気質と野蛮さゆえブリガンテやマフィア・カモッラなどの凶悪犯罪者集団を生み出してきたと論じた。そして南部住民のそれらの精神的気質を治療するためには北イタリア人による南部の「文明化」が必要だと訴えた。
ロンブローゾ学説は海外へも伝播し南米にも定着した。アルゼンチンは欧州からの移民を受け入れていたが都市犯罪件数の増加が見られ、ロンブローゾ学説に基づき移民の「人種」ごとの犯罪発生件数を統計学的に分析し、「人種」ごとの犯罪傾向の調査が進められた。貧困と差別にあえぐイタリア南部住民は多くが移民として海外へ渡ったが、カルロス・ネストル・マシェルは自著『アルゼンチンのイタリア化』で、アルゼンチンに来たイタリア移民はアルゼンチンの発展に貢献せず社会を汚濁するだけの存在だとして排斥を主張した。
皮肉にもナショナリズムによる国民統合を訴えるムッソリーニのファシスト党の全体主義体制下で、国民の分断を煽るロンブローゾ学説に基づく南部差別の論説を公言することが制限され、それは退潮した。しかし北イタリア人の南部に対する差別感情は残り、心理学者のバッタッキ（Marco Walter Battacchi）は1959年段階で北イタリア人が未だに南部に対する差別感情を抱いていることを自著で述べている。南イタリア人に対する差別語として「テッローネ」があり、現代でも南イタリア出身のサッカー選手に対する侮辱として、サッカースタジアムで「テッローネ」と書かれた横断幕が掲げられることがある。